# Anja Arndt
Anja Regine Arndt (nascida a 10 de Janeiro de 1966) é uma política alemã da Alternativa para a Alemanha (AfD) que foi eleita membro do Parlamento Europeu em 2024. Em 2022 foi escolhida como presidente da Alternativa para a Alemanha na Frísia Oriental.
Arndt nasceu na Baixa Saxónia. Concluiu o curso de ensino para escolas secundárias superiores em política, economia e desporto e, desde então, trabalhou como consultora de gestão.
Arndt reside em Nortmoor. É casada desde 1985 com Arno Arndt, um político da AfD da Frísia Oriental, e têm quatro filhos.